# Muradiye
Muradiye (armenisch Բերկրի Pergri, kurdisch Bêgirî, osmanisch بارکری Bergiri) ist eine Stadtgemeinde (Belediye) im gleichnamigen Landkreis der ostanatolischen Provinz Van und gleichzeitig eine Gemeinde der 2012 geschaffenen Büyükşehir belediyesi Van (Großstadtgemeinde/Metropolprovinz Van). Seit der Gebietsreform 2013 ist die Gemeinde flächen- und einwohnermäßig identisch mit dem Landkreis.
Muradiye liegt im Norden der Provinz und grenzt an die Provinz Ağrı. Der Ort wurde erstmals 1035 erwähnt, als der byzantinische Kaiser Michael IV. den bis dahin von armenischen Muslimen regierten Ort eroberte.
Bei einem Erdbeben am 24. November 1976 mit der Stärke 7,6 gab es in Ost-Anatolien bis zu 3.790 Tote. Die Stadt Muradiye wurde dabei weitgehend zerstört.
Der Kreis bestand als Kaza bereits vor der Gründung der Türkischen Republik. Ende 2012 lagen hier neben der Kreisstadt noch die Gemeinde (Belediye) Ünseli sowie 40 Dörfer (Köy). Diese wurden im Zug der Verwaltungsreform von 2013 in Mahalle (Stadtviertel, Ortsbezirke) gewandelt und zu den bestehenden der Kreisstadt hinzugefügt. Diese Mahalle werden von einem Muhtar als obersten Beamten geführt. Die derzeit bestehenden 48 Mahalle werden von durchschnittlich 1.047 Einwohnern bewohnt, der größte Mahalle ist Yenişehir mit 4.472 Einwohnern.
Die im Stadtsiegel abgebildete Jahreszahl 1935 dürfte auf das Jahr der Erhebung zur Gemeinde (Belediye/Belde) hinweisen.

## Sehenswürdigkeiten
In der Nähe liegen der Muradiye-Wasserfall, ein lokales Ausflugsziel, und die alte armenische Surb-Stephanos-Kirche.

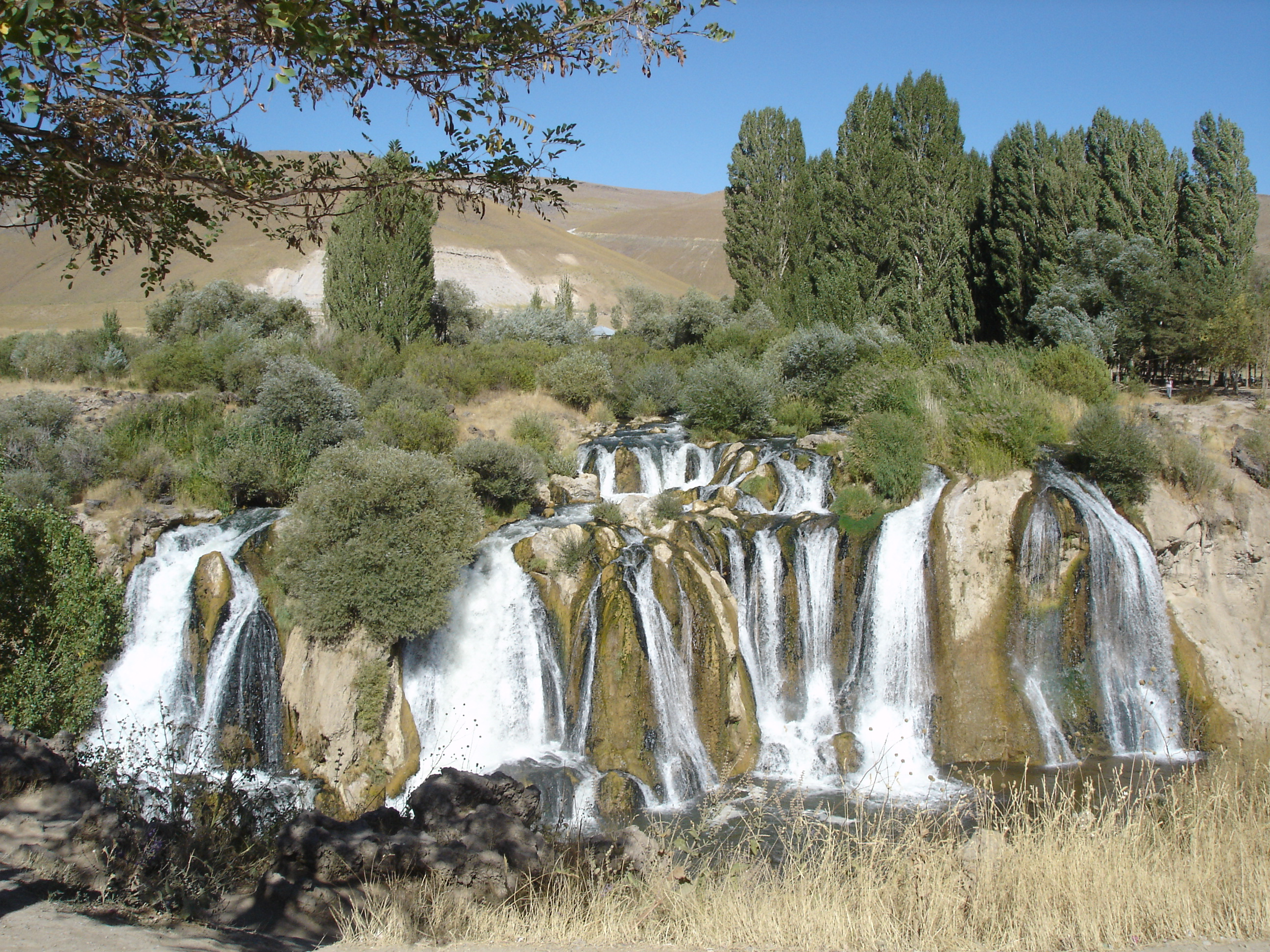
Muradiye-Wasserfall

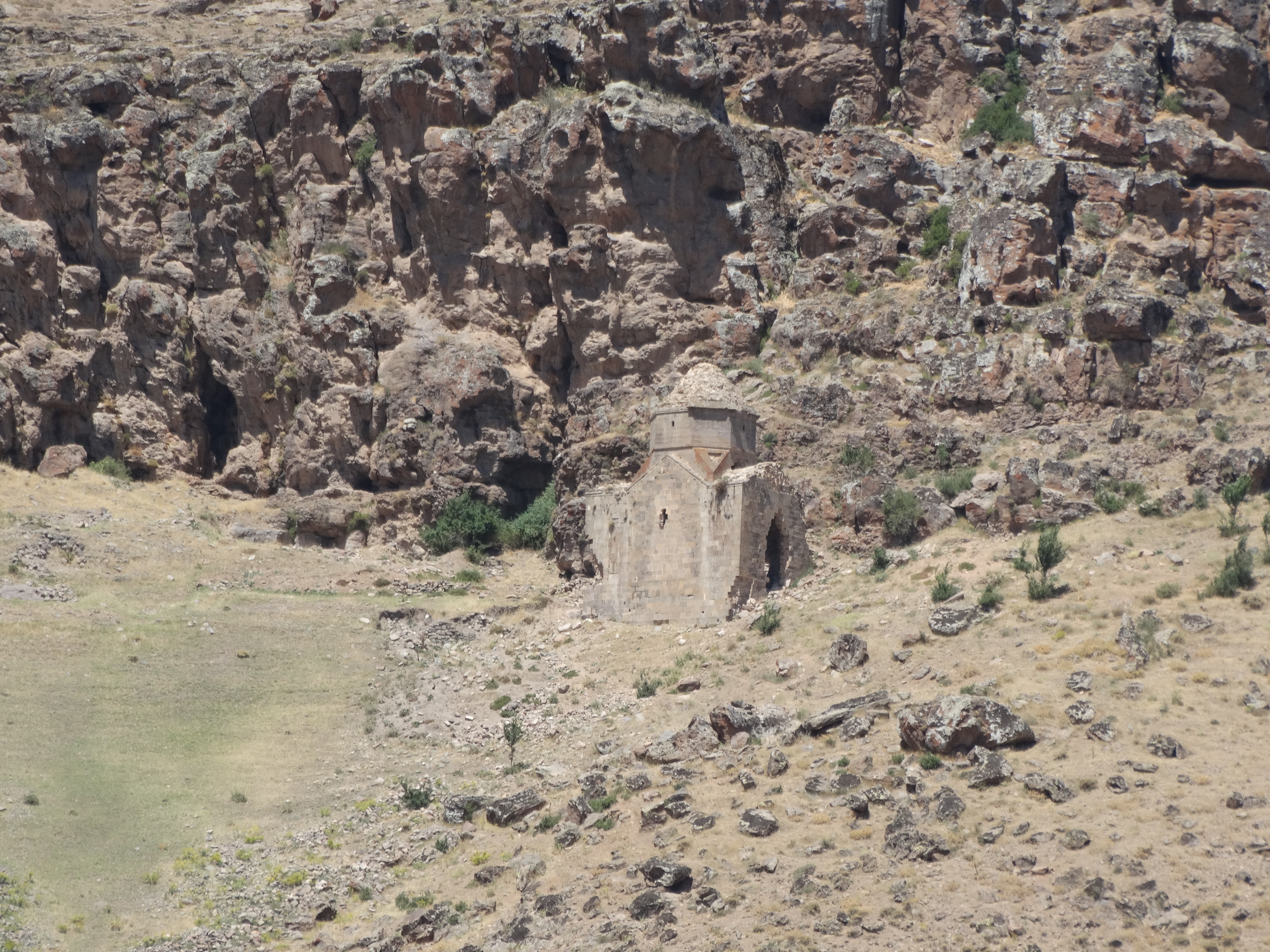
Surb-Stephanos-Kirche